# Џејна Хефорд
Џејна Хефорд (Трентон, 14. мај 1977) канадска је бивша хокејашица на леду и тренутно председавајућа Професионалним удружењем хокејашица.
Током своје каријере освајала је више медаља на Зимским олимпијским играма и Светском првенству за жене, а освојила је и титуле у Националној хокејашкој лиги за жене и Канадској женској хокејашкој лиги. Помогла је Канади у освајању четири узастопне златне олимпијске медаље од 2002. до 2014. године. Освојила је златну медаљу на Зимским олимпијским играма 2002. године. На клупском нивоу у три лиге постигла је 439 голова у 418 такмичарских утакмица, укључујући рекорд од 44 гола сезоне 2008 - 2009.
Изабрана је за пријем у Кућу славних хокејаша 26. јуна 2018. Хефорд је 19. јула 2018. именована за привременог комесара Канадске женске хокејашке лиге. Проглашена је за добитника Ордена за хокеј у Канади 2019. године.

## Играчка каријера
На државном првенству до 18 година 1994. године Хефорд је била део тима из Онтарија који је освојио златну медаљу. Године 1995. Хефорд је учествовала са тимом Ottawa Regional Select у серији против америчког националног тима до 18 година. Хефорд је била капитен тима Онтарио на Зимским играма у Канади 1995. године.